# Balquhidder, Lochearnhead and Strathyre
Balquhidder, Lochearnhead and Strathyre ist eine Gemeinde (Community Council Area), die im Norden von Schottland in der Region Stirling liegt.

## Geographie
Die Gemeinde liegt im Norden der Region in einer bergigen Gegend, mit den größeren Siedlungen in den Tälern. In ihnen befinden sich das obere Ende des Sees Loch Earn im Nordosten sowie das Loch Voil im Südwesten. Die Hauptorte bilden Balquhidder, Lochearnhead und Strathyre, unter den weiteren sind Auchtubh, Ballimore, Craigruie, Dalveich, Edinample, Kingshouse und Tulloch.
Innerhalb der Region Stirling stellt die Gemeinde eine der 42 Community Council Areas dar. Angrenzende sind, beginnend im Süden und dann im Uhrzeigersinn Callander, Trossachs, Strathfillan und Killin. Es folgen zwei, die zu Perth and Kinross zählen. Diese sind St Fillans im Nordosten und Comrie and District im Osten.